# William Hamlyn-Harris
William Hamlyn-Harris  (Port Vila, 14 januari 1978) is een Australisch atleet, die is gespecialiseerd in het speerwerpen. Hij nam eenmaal deel aan de Olympische Spelen, maar bleef zonder medaille. Hij werd twee maal Australisch kampioen speerwerpen en was tevens de eerste Australiër die de speer verder dan 80 m wierp.

## Biografie
Op de Gemenebestspelen 2002 in Manchester eindigde Hamlyn-Harris eindigde vierde met een beste worp van 77,31 m.
Op de Olympische Spelen van 2004 in Athene kwam Hamlyn-Harris met een beste worp van 77,43 m niet door de kwalificatieronde.
Zijn beste resultaat op een internationaal toernooi behaalde Hamlyn-Harris in 2006, namelijk zilver op de Gemenebestspelen 2006. Met een beste worp van 79,89 m bleef hij net achter de winnaar Nicholas Nieland.

## Titels
- Australisch kampioen speerwerpen – 2001, 2004

## Persoonlijke records
Outdoor
| Onderdeel   | Prestatie | Datum           | Plaats   |
| ----------- | --------- | --------------- | -------- |
| speerwerpen | 85,60 m   | 31 januari 2004 | Canberra |

## Prestatieontwikkeling
| Jaar | Prestatie |
| ---- | --------- |
| 2001 | 77,23     |
| 2002 | 79,52     |
| 2003 | 81,82     |
| 2004 | 85,60     |
| 2005 |           |
| 2006 | 79,89     |
| 2007 | 71,61     |
| 2008 | 74,96     |

## Palmares

### Speerwerpen
- 2002: 4e Gemenebestspelen – 77,31 m
- 2002: 7e Wereldbeker - 74,48 m
- 2003:  Universiade - 75,50 m
- 2006:  Gemenebestspelen – 78,89 m